# Řehákova bouda
Řehákova bouda je stavení poblíž původního toku Labe na křižovatce uprostřed osady Řehačka u Lysé nad Labem. Své jméno nese po převozníku Řehákovi, který zajišťoval přívoz mezi lyseckým a přerovským břehem v období před regulací Labe v letech 1931–1935. Po Řehákovi jsou pojmenovany jak dům, tak i rekreační osada a přilehlá tůň Řehačka.
Řehák byl velmi chudý. Měl pouze 2 políčka a jednu kravku. Jeho dcera se provdala za Hlouška, který pracoval v Lysé ve Vichrově továrně na nábytek. Rodina Hlouškových pozemky po druhé světové válce rozparcelovala a rozprodala. Původní Řehákův dům stál na dnešní adrese Byšičky 137.